# Camellia mileensis
Camellia mileensis är en tvåhjärtbladig växtart som beskrevs av T. L. Ming. Camellia mileensis ingår i släktet Camellia och familjen Theaceae. Utöver nominatformen finns också underarten C. m. microphylla.